# دردغیا
دردغیا (انگلیسی: Derdghaya) یک شهرک در شهرستان جزین و در کشور لبنان است.